# Anna Sinebrychoff

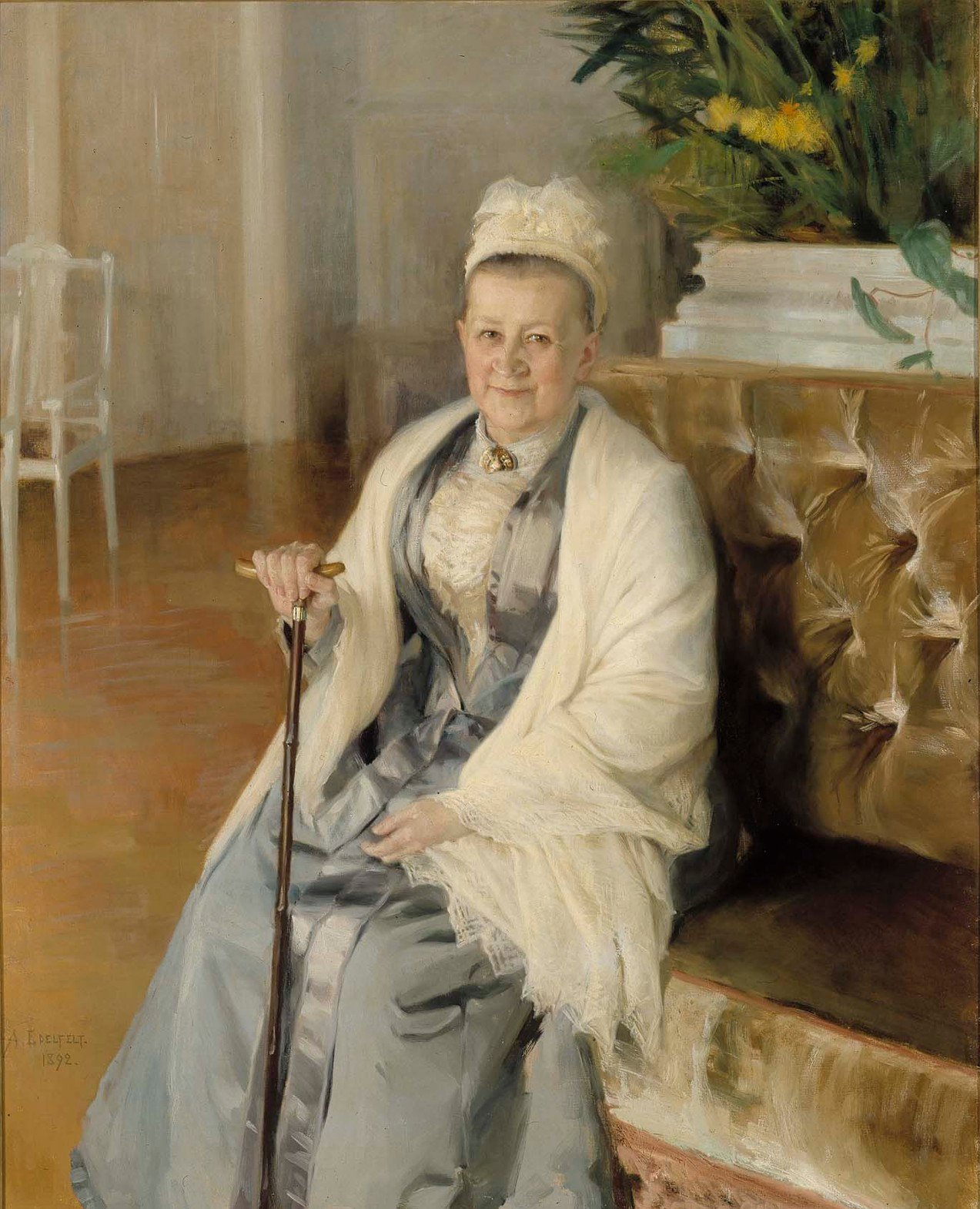
Målning av Albert Edelfelt år 1892

Anna Sinebrychoff, född Tihonoff 1830 i Åbo, död 1904, var en finländsk företagsledare och donator. Hon ingick 1850 äktenskap med Paul Sinebrychoff (den äldre) och var mor till Nicholas Sinebrychoff.

## Biografi
Sinebrychoff var dotter till kaptenen Eufim (Jefim) Tihonoff och husföreståndarinnan Johanna Landström. Modern flyttade, tillsammans med sin dotter, 1846 från Åbo till Helsingfors, där hon blev hushållerska åt den förmögne ungkarlen Paul Sinebrychoff, som ingick äktenskap med dottern tre år senare. Hon blev med tiden en inflytelserik person i Helsingfors och blev vid makens frånfälle, då hon var 53 år, ledare för Oy Sinebrychoff Ab. Hon innehade aktiemajoriteten i bolaget och satt i dess styrelse till sin död.
Sinebrychoff fördubblade sin personliga förmögenhet under de drygt tjugo år som hon levde efter makens bortgång. Hon var även mycket givmild och bedrev en omfattande hjälpverksamhet. I Otnäs på egendomen Hagalund, som familjen ägde, upprätthöll hon till exempel på egen bekostnad en skola närmast för sina underlydandes barn. Hon gav också kläder åt fattiga skolbarn och skickade matvaror till åldringar, bekostade kvinnliga elevers studier vid seminariet i Ekenäs, betalade lån för personer som råkat i trångmål och gav personligen pengar till dem som bad om hjälp. I sitt testamente bestämde hon att två stiftelser skulle bildas; den ena skulle ge stöd åt fattiga skolbarn, den andra åt åldringar.
På Anna Sinebrychoffs initiativ byggdes på 1870-talet ett sjukhus i Sandviken, där även Sinebrychoffs fabrik var belägen. Där fick fabrikens anställda och deras familjemedlemmar – som i mitten av 1880-talet uppgick till omkring 1 500 – kostnadsfri vård. Sjukhuset, som även var öppet för övrig lokalbefolkning, kunde upprättas tack vare Sinebrychoffs svärson, Ferdinand von Wahlberg, sedermera generaldirektör för Medicinalstyrelsen. Då Helsingfors stad inledde allmän kommunal sjukhusverksamhet, upphörde det Sinebrychoffska sjukhuset 1905, varvid hela inredningen och all utrustning donerades till Maria sjukhus.
Anna Sinebrychoff lät anlägga en stora park, den så kallade Sinebrychoffska parken, med växthus och blomsterrabatter. Parken var sommartid öppen för allmänheten och hon valdes även till hedersmedlem i Finska trädgårdsodlareförbundet. Hon hade även kulturella intressen och makarna Sinebrychoff deltog dessutom i grundandet av Finska teatern som senare blev Finlands nationalteater, liksom av Helsingfors stadsorkester.